# Nemomydas fronki
Nemomydas fronki är en tvåvingeart som beskrevs av Boris C. Kondratieff och Welch 1990. Nemomydas fronki ingår i släktet Nemomydas och familjen Mydidae.
Artens utbredningsområde är Texas. Inga underarter finns listade i Catalogue of Life.